# Betting Exchange
Pour les articles homonymes, voir Betting (homonymie).
 (mars 2010).
Si vous disposez d'ouvrages ou d'articles de référence ou si vous connaissez des sites web de qualité traitant du thème abordé ici, merci de compléter l'article en donnant les références utiles à sa vérifiabilité et en les liant à la section « Notes et références ».
Le betting exchange (échange de mises en français) est une plateforme sur laquelle les parieurs peuvent s’échanger entre eux des paris, à l’instar des paris sportifs, sans passer par un bookmaker.
Il fonctionne sur un modèle identique à ceux des marchés financiers, sur lesquelles les spéculateurs achètent et vendent des actions. Les actions étant, dans le cas des betting exchanges, substituées par des cotes d’événements (sportifs ou extra sportifs).
L’avènement des betting exchanges a permis le développement de nouvelle forme de pari comme le matched betting et surtout le trading sportif.
Depuis 2009, les betting exchanges sont interdits en France.

## Description
Le betting exchange est une plateforme de pari qui sert d’intermédiaire pour mettre en relation et sécuriser les échanges de pari entre les parieurs. Sur un betting exchange, les parieurs ont la liberté de proposer eux-mêmes les cotes sur lesquelles ils souhaitent miser.
On peut citer par exemple Betfair, comme le pionnier et le plus connu des sites de betting exchange.
L’essor des betting exchanges a provoqué une révolution. Ils ont permis aux parieurs de s’émanciper du business modèle des bookmakers, dans lequel, à long terme, seuls les parieurs perdants sont acceptés.
Un betting exchange permet à un parieur A qui souhaite placer un pari spécifique de trouver un parieur B, n’importe où dans le monde, prêt à lui acheter son pari, c’est-à-dire à parier contre le lui.
Lorsque l’on parie sur un bookmaker, le bookmaker se constitue lui-même comme le parieur B. Il prend le risque de payer le parieur A, si ce dernier gagne, ou d’encaisser les gains si le parieur A perds son pari. Autrement dit, pour chaque pari, le bookmaker risque son propre argent pour fournir au parieur la liquidité nécessaire pour miser. C’est pour cette raison que les bookmakers ferment les comptes des parieurs gagnants.
N’ayant pas de conflit d’intérêt avec l'issue des paris échangés sur leur plateforme, les betting exchanges ont apporté un vent d’autonomie et de transparence dans le paysage des paris sportifs.
On notera que l’offre des betting exchanges ne se limite pas au pari sportif. Il est possible de miser sur des événements extra-sportifs comme le prix du bitcoin ou les résultats des élections politiques.

## Le pariBacket le pariLay
On distingue deux formes de pari sur un betting exchange : le pari Back et le pari Lay.
Lorsque les parieurs misent qu’un événement se produira, on parle de pari Back.
Exemple : un parieur mise son argent sur le cheval n°12 vainqueur de la course. Dans ce cas, si le cheval n°12 remporte la course, le parieur touche ses gains.  
À l’inverse, sur un betting exchange, un parieur a également le choix de parier contre, on parle alors de pari lay. Un pari lay signifie que le parieur mise contre la réalisation d’un événement. En somme, il prend la place du bookmaker.
Pour reprendre notre exemple, si un parieur lay le cheval n°12 d’une course, il remportera son pari uniquement si le cheval n°12 ne gagne pas la course.
C’est l’apparition des paris lay conjointement au pari back qui a permis le développement de technique de pari sportif comme le matched betting et le trading sportif.
Les cotes sur les betting exchanges sont généralement plus avantageuses par rapport à celles des bookmakers. Contrairement à ces derniers qui perçoivent une marge sur l'ensemble des paris qu'ils proposent, le système du betting exchange prélève une commission entre 2 et 7% sur le total des gains du vainqueur, soit plus de 2 fois moins que la marge des sites de paris qui est approximativement de 10 %.
L'inconvénient majeur des betting exchange renvoie au concept de l'offre et la demande. En effet, il est seulement possible de parier lorsque d'autres parieurs sont prêts à échanger un pari avec vous.